# Francisco Villarroya
Francisco Javier Pérez Villarroya (Saragozza, 6 agosto 1966) è un ex calciatore spagnolo.

## Carriera

### Club
Cresciuto nel Real Saragozza, debutta in Primera División spagnola nel 1984-1985. Ben presto si mette in evidenza, venendo acquistato dal Real Madrid. Con le merengues disputa quattro campionati, al termine dei quali si trasferisce al Deportivo La Coruna.
Conclude la carriera nel 1999 nelle file del Badajoz.

### Nazionale
Ha totalizzato 14 presenze con la Nazionale di calcio spagnola, con cui ha partecipato al Campionato mondiale di calcio 1990.
Il suo debutto risale al 20 settembre 1989 in Spagna-Polonia (2-0).

## Palmarès

### Club
- Coppa di Spagna: 3

Real Saragozza: 1985-1986
Real Madrid: 1992-1993
Deportivo La Coruña: 1994-1995
- Supercoppa di Spagna: 3

Real Madrid: 1990, 1993
Deportivo La Coruña: 1995

## Curiosità
È lo zio del calciatore Ángel Lafita.